# Kemény Rezső
Kemény Rezső, született Leffler (Nyíregyháza, 1871. március 21. – Budapest, 1945. július 1.) magyar hegedűművész és pedagógus. 

## Élete
Leffler Ármin és Hartstein Cecília fia. Először Gobbi Alajos, majd a Nemzeti Zenedében Hubay Jenő és végül Berlinben Joachim József növendéke lett. 1890-ben a Königsberg-i Konzervatóriumba került hegedűtanárnak. Később az ottani zeneegyesület karnagya, majd 1897-től az igazgatója lett. 1898-ban ebből az állásából hívták haza a budapesti Zeneakadémiára, ahol 1934-es nyugdíjba vonulásáig tanított. Az 1890-es évektől Európa-szerte koncertezett. Sok éven át a Hubay–Popper vonósnégyes tagjaként lépett fel. 1918-ban önálló vonósnégyes-társaságot alapított. Halálát szívelégtelenség okozta.

## Magánélete
Házastársa Kölcsei Elvira (1880–1951) volt, Kölcsei Adolf alkusz és Fuchs Mária lánya.
Gyermekei Ágoston Tiborné Kemény Éva (1903–1944) és Kemény Alfréd (1908–?) gépészmérnök voltak.